# Lodzer Deutsches Gymnasium
Das Lodzer Deutsche Gymnasium (LDG) war ein Gymnasium in Lodz. Es wurde 1906 im damals russischen Teil Polens gegründet, um deutschen Kindern die Möglichkeit zu geben, ihre Kultur und vor allem ihre Sprache pflegen zu können.

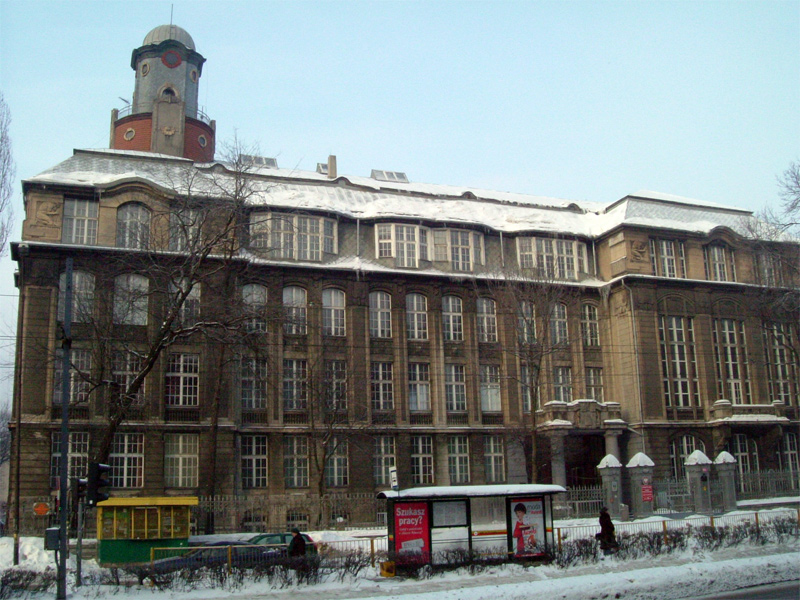
Gebäude des ehemaligen Lodzer Deutschen Gymnasiums in Lodz, 1970 bis 2014 durch die Universität Lodz genutzt (2006)

## Geschichte

### Die Anfänge bis 1914

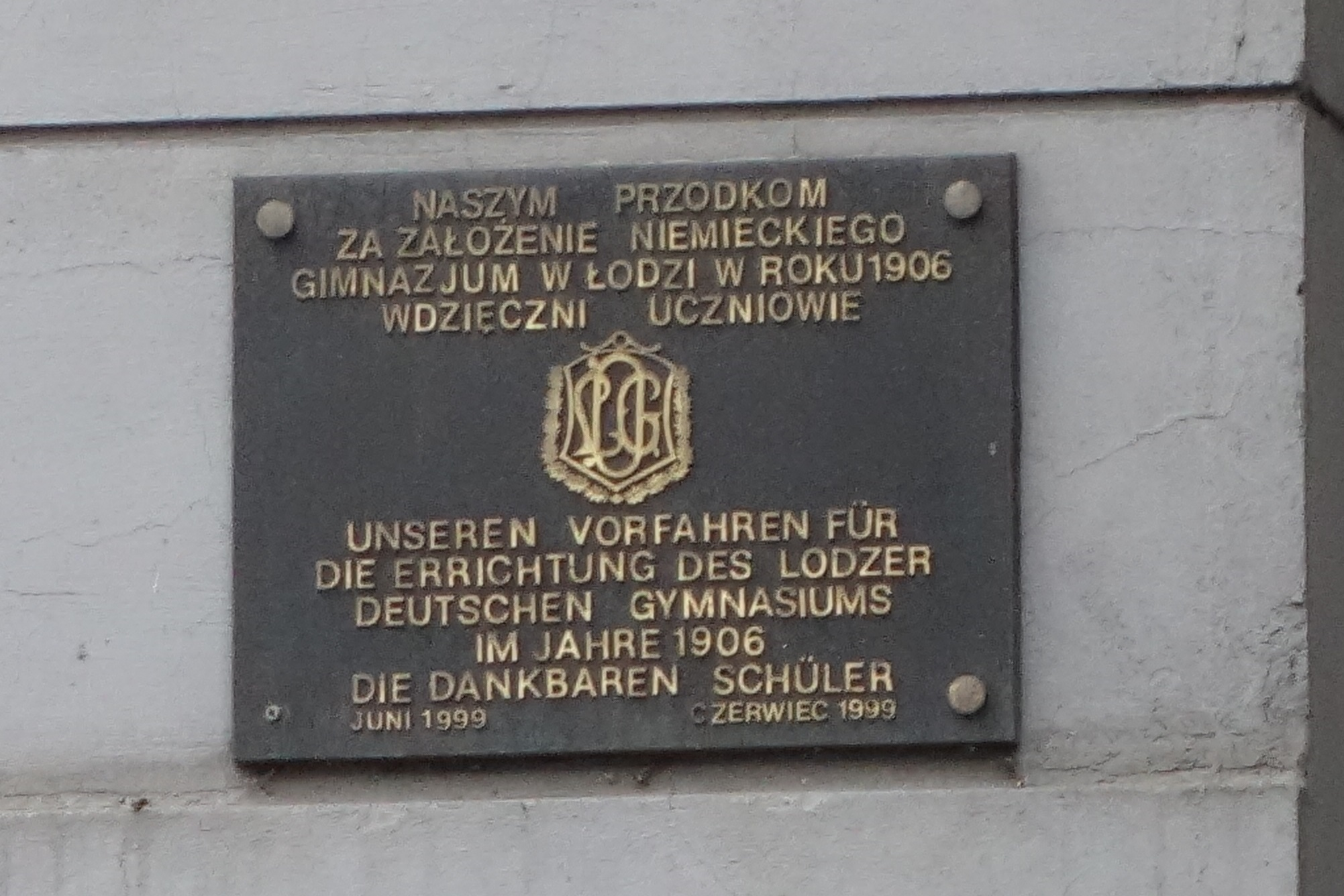
Am Haupteingang 1999 angebrachte Gedenktafel mit dem alten LDG-Emblem (2015)

Bei einem Treffen der deutschen Lodzer Schulgemeinde 1906 sagte Heinrich Johannson: „Die Volkstumarbeit vollzieht sich in dreifacher Richtung: in geistig-kultureller, in wirtschaftlicher und in politischer Hinsicht. … Wir müssen als Deutsche eine Partei gründen, deren Aufgabe sein muss, uns neben dem politischen Mitbestimmungsrecht auch noch deutsche Schulen in genügender Anzahl zu sichern“ („Neue Lodzer Zeitung“ 18. September 1936, hier nach „Unter einem Dach“). Die Partei sollte die Deutsche Konstitutionelle Liberale Partei sein, welche am 17. Oktober 1906 gegründet wurde und Mittel für den deutschen Schulverein und das Kuratorium der Schule zur Verfügung stellte. Braun und Johannson verkündeten dann in der Lodzer deutschen Presse: In friedlicher unablässiger Arbeit soll unsere deutsche Jugend für das Leben vorbereitet werden und unter Wahrung ihrer Eigenart, ohne die Menschen überhaupt nicht nützliche Bürger eines Landes sein können, soll sie ein liebevolles Verständnis für die anderen Nationalitäten gewinnen, mit denen sie in Zukunft gemeinsam zu wirken hat. (nach „Unter einem Dach“).
Zu den ersten elf Lehrern gehörten u. a. Pastor bzw. Vikar Gustaw Manitius, Waldemar Kroenberg, Friedrich Lehr und Hermann Günther sowie Heinrich Johannson als Direktor.
Zur Sicherung der Finanzierung des Gymnasiums bildete sich ein Komitee, welches dann am 29. November 1906 die feierliche Einweihung des Gymnasiums vornehmen konnte. Die Schule befand sich in gemieteten Räumen in der Pańska-Straße und hatte bei der Eröffnung 58 Schüler in vier Klassen.
Am 6. September 1908 übernahm der Gymnasialverein das Gymnasium, welches im Schuljahr 1908/09 von 154 Schülern besucht wurde. Der Verein begann bei den Mitgliedern des deutschen Schulvereins sowie bei Lodzer Industriellen Geld zu sammeln, um ein eigenes Schulgebäude errichten zu können. Im August 1909 fand dafür die Grundsteinlegung statt. Am 15. September 1910 wurde das Schulgebäude eingeweiht. Ernst Leonhardt sagte dabei:

„Lehren Sie, bilden Sie und erziehen Sie unsere Kinder in treuem deutschen Geist zu braven Menschen, die treu bleiben ihrem Volke, treu ihrem Glauben und treu ihrem Vaterlande als gute Bürger. Pflanzen Sie in die Herzen der Jugend das Saatkorn der Duldung und Nachsicht, auf dass unsere Kinder Menschen werden, die streng mit sich selbst sind und nachsichtig gegen andere.“

Im Dezember des Jahres konnte im von Nestler & Ferrenbach errichteten Gebäude der Unterricht für inzwischen 349 Schüler beginnen.
Neuer Direktor war seit dem 15. September 1910 Hofrat Hugo von Eltz, da Johannsen Lodz verlassen hatte, um die Leitung einer Schule in Libau zu übernehmen. 1913/1914 besuchten 481 Schüler die Schule, welche im November 1913 vom russischen Unterrichtsminister Kasso besucht wurde. Im Juni 1914 erhielten die ersten zehn Schüler im Rahmen einer großen Feier ihr Abitur.

### Erster Weltkrieg und Republik Polen

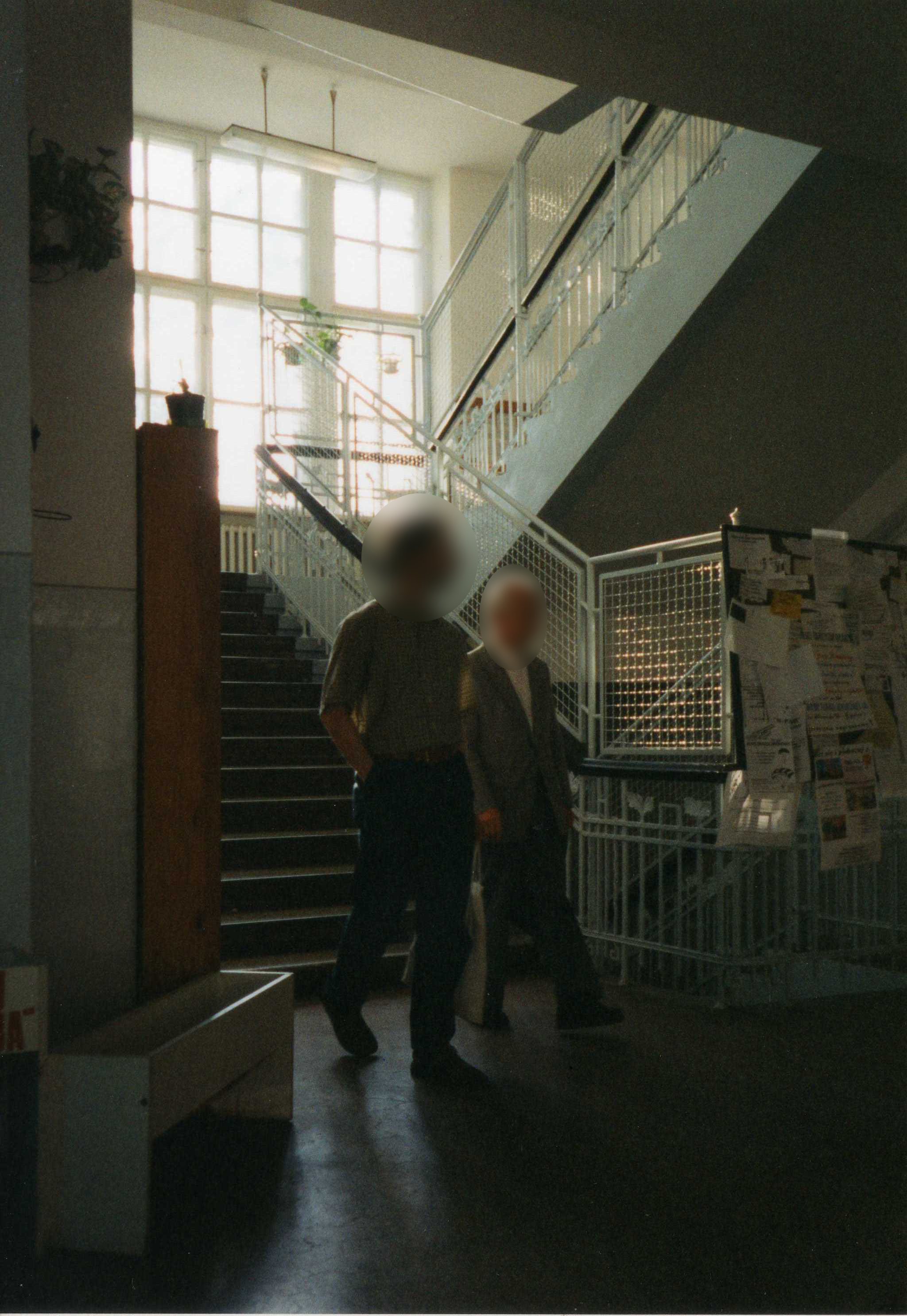
Treppenhaus hinter dem Haupteingang des zwischenzeitlich durch die Universität genutzten Gebäudes (1998)

Mit dem Ausbruch des Ersten Weltkrieges 1914 wurde das Gebäude von den Russen und später den Deutschen als Lazarett genutzt, und der Unterricht wurde nur von einzelnen Lehrern in Privatwohnungen abgehalten. Die deutschen Besatzer gaben das Gebäude im Sommer 1915 für den Schulbetrieb frei, und der Unterricht begann wieder. Das Auswärtige Amt in Berlin war an der Schule interessiert und ließ ihr daher ansehnliche Mittel zukommen. Im Schuljahr 1918/19 wurde der Direktor von Eltz durch den ehemaligen Lehrer Dr. Alfred Wolf abgelöst. Im April 1921 wurde Felix von Ingersleben Direktor, nachdem Wolf in die USA gegangen war.
Der Jahresetat der Schule betrug zwischen den beiden Weltkriegen etwa 800.000 Złoty. Ein Schüler musste 600 Złoty, bzw. Schüler der höheren Klassen 800 Złoty Schulgeld zahlen. Gute Schüler konnten hierbei eine Minderung bis zum vollständigen Erlass des Schulgeldes erhalten.
Bei einer Schulolympiade 1921 erreichte das Gymnasium den ersten Platz. Ab 1924/1925 sank die Anzahl der Schüler beständig und 1925 tauchten antisemitische Flugblätter aus dem Deutschen Reich auf. Wer diese verbreitete, wurde nicht geklärt, die Schule selber war nicht antisemitisch eingestellt.

1927 wurde in Polen eine Reform durchgeführt, wonach Bestellungen von Direktoren oder Lehrern nun von der Wojewodschaft genehmigt werden mussten. Daraufhin mussten die Lehrer Herrmann Günther und Herrmann Thiem die Schule verlassen.
1928/29 wurde von Ingersleben aufgrund von Meinungsverschiedenheiten mit dem Kuratorium des Gymnasiumvereins durch Edmund Erdmann abgelöst. Von Ingersleben starb im August 1929 und wurde auf dem evangelischen Friedhof in Łódź beerdigt. Von 1930 bis 1933 amtierte der Ingenieur Bruno Guthke als Direktor. Die Weltwirtschaftskrise 1928 verstärkte den Rückgang der Schülerzahlen noch weiter. Zugleich wurde mehr polnischer Sprachunterricht verlangt, da die ethnisch deutschen Polen zu schlecht Polnisch sprächen. Es wurden zusätzliche polnische Lehrer eingestellt, und der Direktor führte kurzfristig Polnische Tage ein, an denen die Schüler ausschließlich Polnisch sprechen sollten. Allerdings wurden diese Anweisungen weitgehend ignoriert und schließlich wieder eingestellt. Nachdem das Lodzer Schulkuratorium sechs deutschen Lehrern 1928 die Unterrichtserlaubnis entzogen hatte, präsentierten Industrielle der Stadt, das Gemeindeamt des Stadtteils Widzew sowie das Lehrerkollegium der Schule zahlreiche Bescheinigungen der guten Beziehungen der Lehrer zu ethnischen Polen.
1930, zum 400. Geburtstag des polnischen Dichters Jan Kochanowski, wurde eine Feier abgehalten, Gedichte aufgesagt und Kochanowskis Tragödie Die Abfertigung der griechischen Gesandten aufgeführt.
1931 wurde den Lehrern der Schule in der Presse, zuerst im „Deutschen Volksboten“, vorgeworfen, sie würden Gelder aus dem Deutschen Reich empfangen und damit zum Schaden des polnischen Staates wirken. Die Verleumdungsklage des Direktors gegen Jan Danielewski, den Herausgeber des Volksboten, wurde am 2. Dezember 1931 abgewiesen, da es bereits früher solche Verleumdungen gegeben habe und niemand dagegen vorgegangen sei. Als Resultat des Prozesses wurden fünf deutsche Lehrer entlassen.
Am 9. April 1933 demolierten einige katholische und jüdische Polen die Schule. Die Polizei traf erst etwa eine Stunde nach der Tat vor Ort ein. Die polnische Öffentlichkeit entschuldigte sich für den Vorfall, zugleich warf man den ethnischen Deutschen aber vor, durch ihr Verhalten eine solche Tat provoziert zu haben. Zum folgenden Schuljahr erhielt die Schule mit Franciszek Michejda erstmals einen Polen als Direktor. Nach seinem Rücktritt 1937 wurde Władysław Gluchowski Direktor, welcher bei Lehrern und Schülern schnell beliebt wurde. Die Schule führte er im staatspolitischen Geist, suchte aber nationalistische Einflüsse auf die Schule zu verhindern. Im Schuljahr 1937/38 nahmen die Übergriffe auf ethnisch deutsche Schüler zu, nicht zuletzt motiviert durch die Vorgänge im Dritten Reich und die Angliederung des Sudetenlandes, wodurch die Spannungen verschärft wurden. Um die Schule zu schützen, patrouillierte Polizei vor dem Schulgebäude.

### Ende der Schule
1939 sollte das Schuljahr am 1. September beginnen. Der Überfall auf Polen des Dritten Reiches gestaltete das Schuljahr schwierig. Am 9. September zog die Wehrmacht in die Stadt ein. Im Dezember wurde das Gymnasium in Staatliche Oberschule für Jungen umbenannt und unter Leitung von Oberstudiendirektor Dr. Martin Petran gestellt. Auf seinen Vorschlag wurde die Schule Ende 1940 in General-von-Briesen-Schule, Staatliche Oberschule für Jungen umbenannt. (Die in der Literatur tradierte Angabe einer Umbenennung bereits im Januar 1940 ist falsch, da Dr. Petran den General erst im November 1940 um seine Einwilligung gebeten und diese auch postwendend erhalten hat.) Ebenfalls in dieser Zeit wurde der Religionsunterricht abgeschafft und die russische und polnische Literatur aus der Bibliothek entfernt und vernichtet. Die letzte ordentliche Reifeprüfung wurde Ostern 1943 durchgeführt. Beim Näherrücken der Ostfront besetzte die Wehrmacht das Schulgebäude, errichtete dort eine Frontleitstelle und verlegte den Schulbetrieb in die Günther-Prien-Schule. Später wurden die Schüler in ein Lager der Kinderlandverschickung im Schloss Lustenau bei Sompolno (Deutscheneck) im Landkreis Warthbrücken verlegt. Mit der Evakuierung der Deutschen aus Litzmannstadt wurde auch das Lager aufgelöst, die Lehrer und Schüler zerstreuten sich auf der Flucht in Deutschland.
1956 trafen sich ehemalige Schüler des Gymnasiums in der Wachenburg bei Weinheim zur Feier der Gründung des Gymnasiums vor 50 Jahren. Ein zweites Treffen fand in Kassel zehn Jahre später statt, zu welchem über 1.000 Gäste kamen.

### Weitere Nutzung des Gebäudes

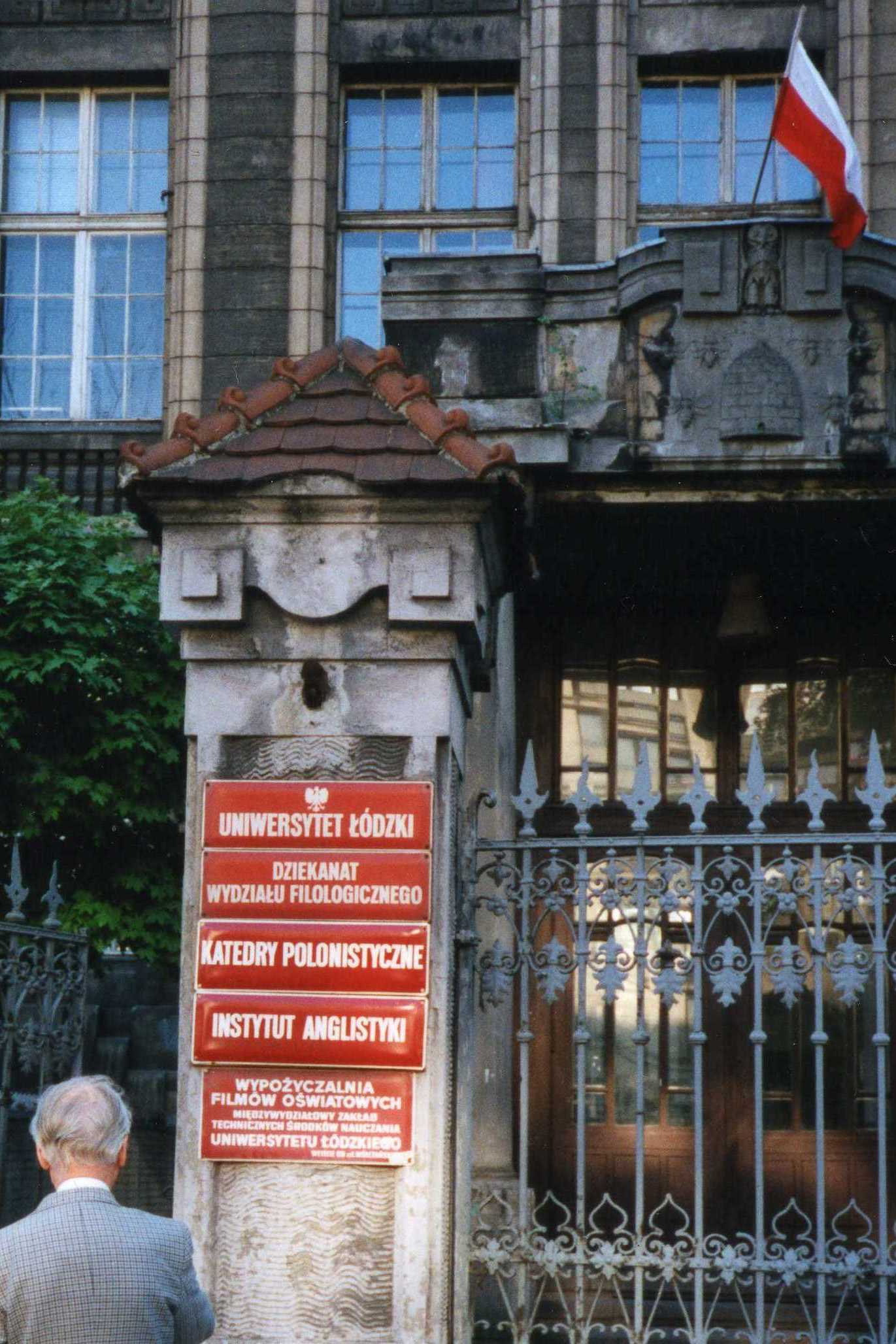
Eingang des ehemaligen LDG-Gebäudes mit den dort beheimateten Fakultäten (1998); unter der Fahne haben sich Eule und Bienen als Symbole für Weisheit und Fleiß seit 1910 erhalten

Nach dem Krieg wurde das Gebäude zunächst durch polnische Schulen genutzt (Gimnazjum und Liceum); 1970 übernahm die Universität Łódź das Gebäude für ihre Philologische Fakultät. Bekannt wurden die dortigen Studentenstreiks während der Einführung des landesweiten Kriegsrechts 1981. Nachdem auch die Philologische Fakultät im Jahr 2014 auf den neuen Campus verlegt worden war, stand das inzwischen unter Denkmalschutz stehende Bauwerk zunächst einige Monate leer, bis es am 12. Oktober 2014 an das Lodzer Appellationsgericht verkauft wurde. Es sollte saniert und der neuen Nutzung angepasst werden; mit einem Bezug durch das Gericht wurde für 2016 gerechnet.

## Anzahl der Schüler
- 1917/18 – 711 Jungen[4]
- 1922/23 – 852 Jungen[5]
- 1941/42 – 775 Jungen[6]

## Direktoren der Schule
- 1906–1910 Heinrich Johannsen[7]
- 1910–1918 Hugo von Eltz
- 1918–1921 Dr. Alfred Wolf
- 1921–1928 Felix von Ingersleben
- 1928–1929 Dr. Edmund Erdmann
- 1929–1933 Bruno Guthke
- 1933–1937 Michejda Franciszek
- 1937–1939 Władysław Gluchowski
- 1939–1942 Dr. Martin Petran
- 1942–1945 Dr. Rudolf Bückmann

## Bekannte Schüler
- Theodor Bierschenk, Magister, Lehrer, Publizist und Führungspersönlichkeit der Heimatvertriebenen
- Heinrich Boltz, SS-Obersturmführer und Verbandsleiter der Volksdeutschen im Generalgouvernement
- Georg Geilke, Ostrechtsforscher
- Harry Hahn, Chemiker und Universitätsprofessor
- Kurt G. Hausmann
- Karl Hemfler, Jurist, Verwaltungsbeamter und Politiker (SPD)
- Harry Jakobi
- Eugen Oskar Kossmann, Diplomat und Ostforscher
- Friedrich Kunitzer, Maler, Grafiker und Schriftsteller
- Peter Nasarski, Journalist
- Ludwig Wolff, Politiker